# Бібер Михайло Олександрович
Михайло Олександрович Бі́бер (нар. 29 жовтня 1995) — український волейболіст, багаторазовий чемпіон України, переможець змагань за Кубок і Суперкубок України, діагональний нападник, який до сезону 2022—2023 був гравцем львівського ВК «Барком-Кажани». Майстер спорту України.

## Життєпис
Навчався в Академічній гімназії у Львові. Вищу освіту здобував у Національному університеті «Львівська політехніка», має ступінь магістра та два дипломи: перший — за напрямком «Організація і управління автомобільним транспортом», другий — за напрямком «Управління проектами».
У складі волейбольної команди закладу гімназії у травні 2011 року став переможцем VI юнацьких ігор Львівщини. Також входив до складу збірної Львівської области з волейболу, був учасником розіграшів першостей України з волейболу.
Зріст — 198 см, маса — 78 кг. Частину ігрової кар'єри провів у складі львівського «Баркому-Кажанів-2». У складі ВК «Барком-Кажани» Михайло Бібер грав під № 18.
Був гравцем збірної України U-21. Здобув із нею бронзові нагороди чемпіонату EEVZA (Eastern European Volleyball Zonal Association).

### Досягнення
- чемпіон України: 2018, 2019, 2020, 2021,
- переможець Кубка України: 2017, 2018,
- переможець Суперкубка України: 2018, 2019, 2021.